# 바베이도스 달러
바베이도스 달러 (Barbadian dollar)는 1882년부터 통용되고 있는 바베이도스의 통화이다. ISO 4217 코드는 BBD 이고 보통은 달러 기호 $를 붙이거나 생략한다. 다른 국가의 달러화와 구별하기 위하여 Bds$로 표시하기도 한다. 1 바베이도스 달러는 100 센트로 나뉜다.

## 같이 보기
- ISO 3166-2:BB